# IC 3021
IC 3021 ist eine aktive Spiralgalaxie vom Hubble-Typ Sab mit ausgedehnten Sternentstehungsgebieten im Sternbild Jungfrau auf der Ekliptik. Sie ist schätzungsweise 110 Millionen Lichtjahre von der Milchstraße entfernt und hat einen Durchmesser von etwa 30.000 Lichtjahren. Unter der Katalognummer VCC 15 wird sie als Mitglied des Virgo-Galaxienhaufens gelistet, ist dafür jedoch zu weit entfernt.

Im selben Himmelsareal befinden sich unter anderem die Galaxien NGC 4164, IC 3018, IC 3029, IC 3031.
Das Objekt wurde am 7. Mai 1904 von dem US-amerikanischen Astronomen Royal Harwood Frost entdeckt.